# Fourrés épineux de Madagascar
Localisation
Les fourrés épineux de Madagascar (également connus comme les forêts épineuses de Madagascar) forment une écorégion terrestre du WWF à Madagascar. La région a un sol très pauvre et des précipitations faibles et irrégulières en hiver. Cet habitat couvre 44 000 km2 au sud-ouest du pays. Cette écorégion de l'île contient une proportion exceptionnelle d'espèces végétales endémiques.
Beaucoup de plantes qui y poussent montrent des adaptations à la sécheresse extrême. Les plantes épineuses de la famille endémique des Didiereaceae en constituent un élément remarquable, en particulier dans l'est. Ce sont des plantes ligneuses, vaguement apparentées aux cactus (Voir Caryophyllales). Les autres principales familles des taillis sont les Burseraceae, Euphorbiaceae, Fabaceae et Anacardiaceae qui ont toutes des représentants ailleurs.

## Conservation
Les réserves actuelles couvrent au maximum  3 % de la végétation restante. Le parc national d'Andohahela offre une protection limitée à ce type de végétation dans sa parcelle 3. Ailleurs cet habitat de buissons épineux est sous la pression de l'exploitation humaine. Les activités ayant une incidence principales sont :
- le brûlis pour la conversion en pâturages
- La récolte du bois pour faire du charbon de bois et du bois de chauffage
- l'exploitation forestière pour le bois de construction

## Galerie

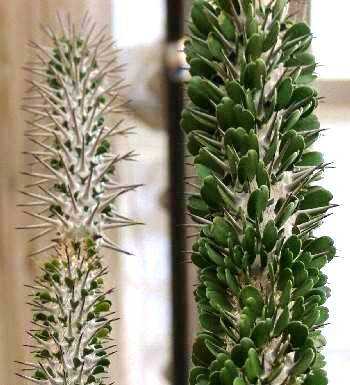
Alluaudia montagnacii, un végétal endémique de la région.
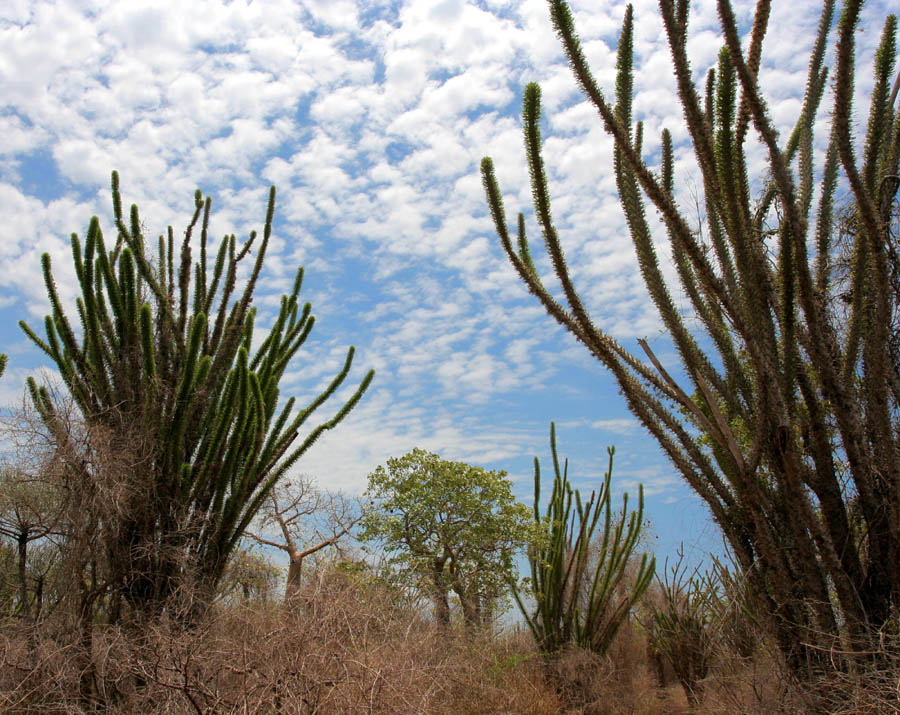
Alluaudia procera, un végétal endémique de la région.
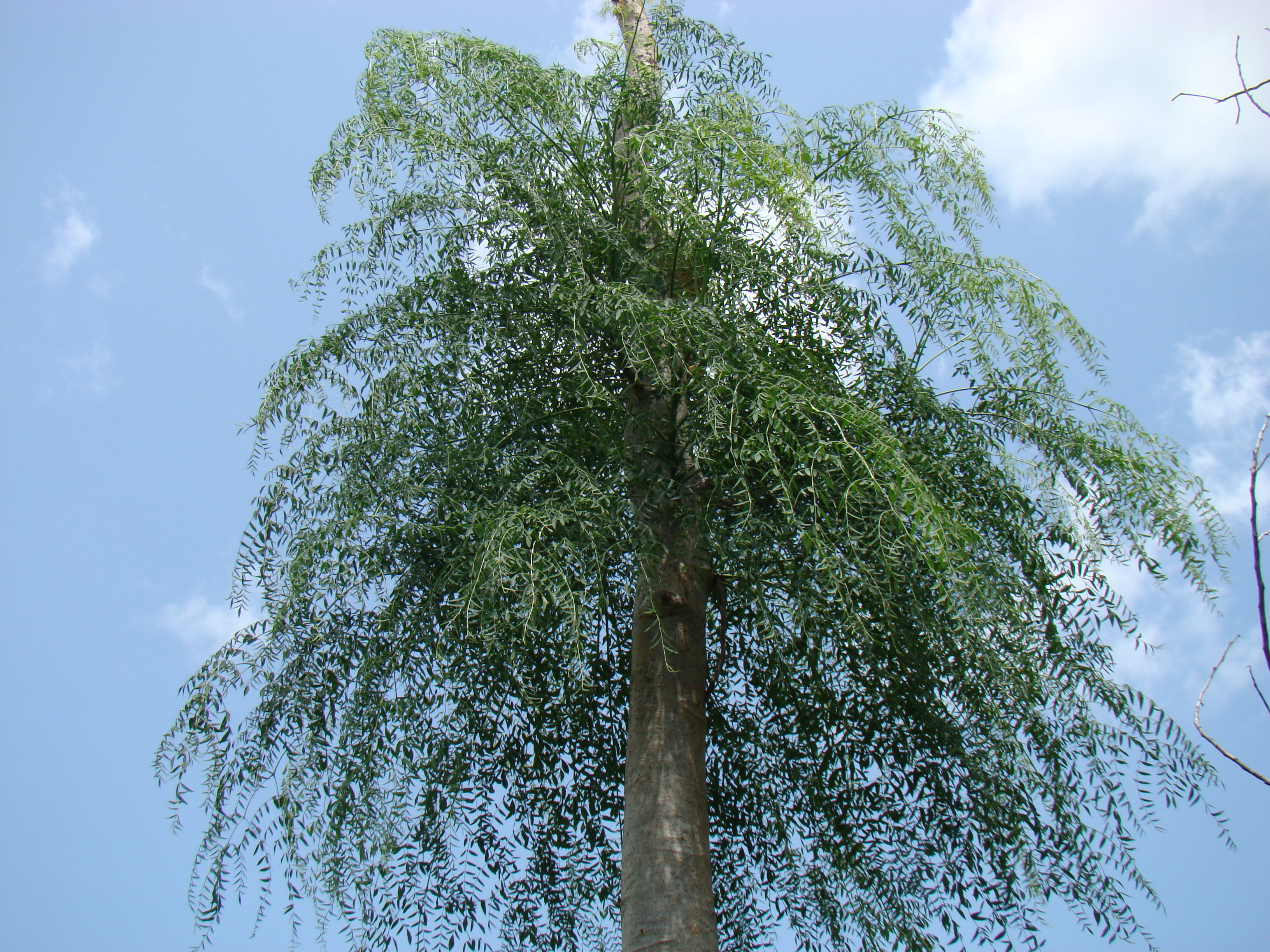
Moringa drouhardii.
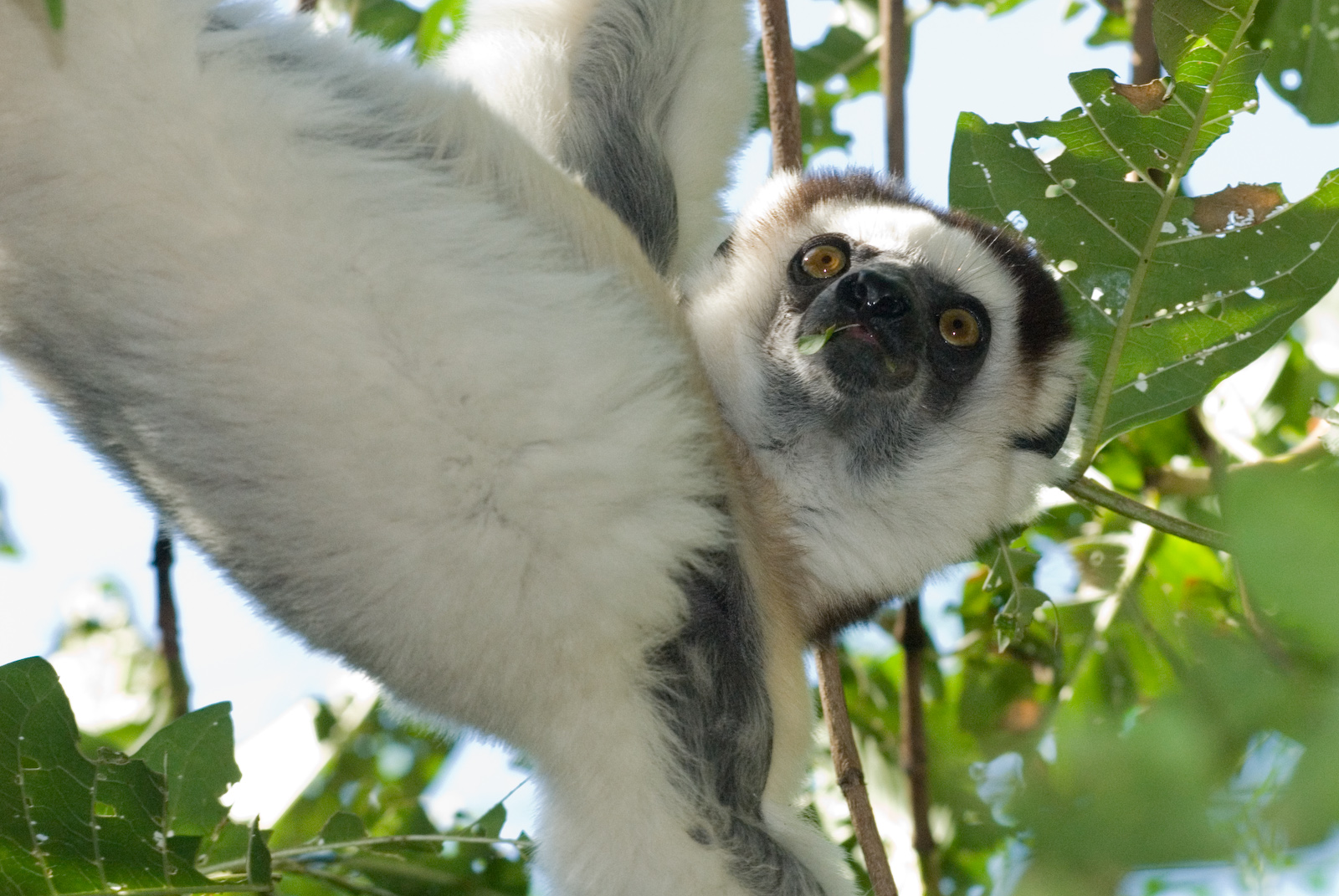
Propithèque de Verreaux
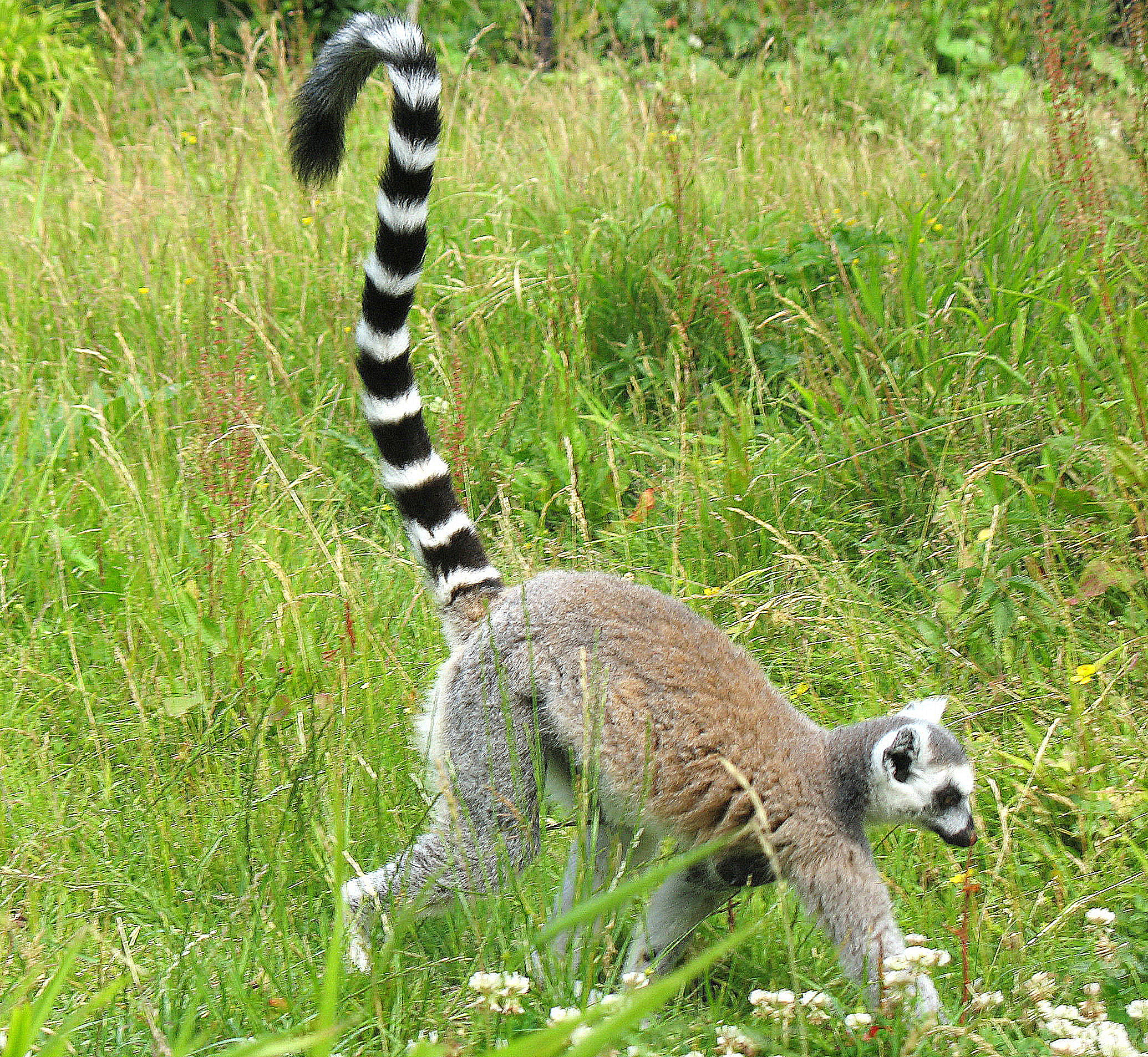
Lémur catta
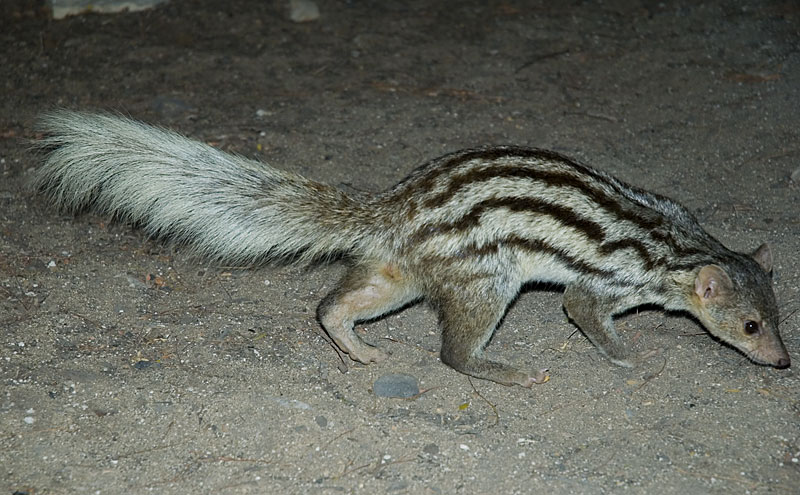
Mangouste de Grandidier
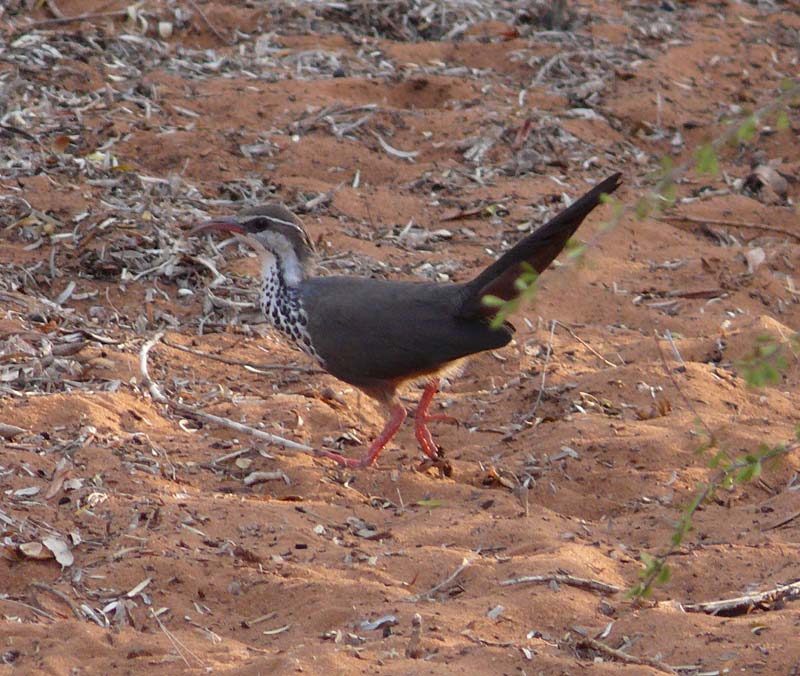
Le Mésite monias un oiseau endémique de la région.